# Jacques Perry-Salkow
Œuvres principales
- Anagrammes renversantes, Flammarion (2011)
- Les Dessous des mots d’amour, Points-Seuil (2012)
- Anagrammes à quatre mains, Actes Sud (2018)
- Sorel Éros. Palindrome, Rivages (2020)
- Anagrammes dans le boudoir, Actes Sud (2020)

Jacques Perry-Salkow est un écrivain français, spécialiste des anagrammes et des palindromes.

## Biographie
Jacques Perry-Salkow est pianiste, diplômé de la Dick Grove School of Music de Los Angeles,.
Passionné par la littérature à contraintes, il a publié dans la revue oulipienne Formules, avant d'entrer aux Éditions du Seuil puis Actes Sud.

## Œuvre
Jacques Perry-Salkow est un poète,, spécialiste des anagrammes,, et des palindromes,.
Il se dit « oulipote ». Selon lui, « la contrainte libère l'imagination ».
Pour certaines de ses œuvres, Jacques Perry Salkow a collaboré avec Frédéric Schmitter, Étienne Klein, Sylvain Tesson, Raphaël Enthoven et Karol Beffa.

### Anagrammes
Jacques Perry-Salkow estime que les anagrammes sont des créations, comportant une part d'intuition, d'inspiration et de sensibilité.
Parmi les anagrammes célèbres révélées par l'auteur, figurent « Albert Einstein, Rien n'est établi », « Le commandant Cousteau, Tout commença dans l'eau », « Le marquis de Sade, démasqua le désir » ou encore « Louis-Ferdinand Céline, Noir dans un ciel de fiel ».
En 2015, l'animateur Laurent Baffie est suspecté d'avoir plagié certaines trouvailles de l'écrivain pour son Dictionnaire des noms propres (ou presque !),. En guise de commentaire, Jacques Perry-Salkow crée cette anagramme de « Laurent Baffie » : « En bref, il fauta ».

### Palindromes
En 2020, avec Frédéric Schmitter, Jacques Perry-Salkow publie Sorel Éros. Palindrome, le plus long palindrome de langue française, contenant 10 001 lettres,.
On lui doit aussi des palindromes courts tels que « Rue Verlaine, génial rêveur », « Elle ramassa pas à pas sa marelle », ou bien encore « Sévère, dissuasive, je vis aussi de rêves ».

### Tautogrammes
Petits propos pessimistes pour plaisanter presque partout, coécrit avec Frédéric Schmitter, est un livre de tautogrammes, c'est-à-dire des textes ou des phrases dont tous les mots commencent par la même lettre (par exemple « King Kong, kidnappeur kamikaze », ou encore le titre du livre).

## Récompenses et distinctions
En 2019, il reçoit avec Karol Beffa le prix Pelléas pour leur ouvrage Anagrammes à quatre mains, Actes Sud.

## Publications
- Le Pékinois. Petit dictionnaire anagrammatique des célébrités. Éditions du Seuil, 2007
- Anagrammes. Pour sourire et rêver, Seuil (2009) ; Points, « Le Goût des mots », 2020
- Les dessous des mots d'amour. 100 énigmes, anagrammes et jeux surprenants, avec Frédéric Schmitter. Points-Seuil (2010 et 2012)
- Anagrammes renversantes ou Le sens caché du monde, avec Étienne Klein, illustrations de Donatien Mary. Flammarion, 2011 ; éd. collector, Flammarion (2013).
- Anagrammes à la folie, avec Sylvain Tesson, illustrations de Donatien Mary. Équateurs, 2013 (Pocket, 2015). Peintures originales de Michel Pinosa.
- Petits propos pessimistes pour plaisanter presque partout, avec Frédéric Schmitter, illustrations de Benjamin Monti. Équateurs. 2014
- Anagrammes pour lire dans les pensées, avec Raphaël Enthoven, encres de Chen Jianghong, Actes Sud, 2016 (Babel, 2020).
- Le vivarium de palindromes. Fayard (2017).
- Anagrammes à quatre mains. Une histoire vagabonde des musiciens et de leurs œuvre, avec Karol Beffa, illustrations de Jean-François Martin. Actes Sud (2018) ; prix Pelléas-Radio classique (2019).
- Sorel Éros. Palindrome, avec Frédéric Schmitter, préface de Paul Fournel. Rivages. 2020
- Anagrammes dans le boudoir, avec Laurence Castelain, illustrations de Stéphane Trapier. Actes Sud. 2020
- Anagrammes pour le temps présent, avec Raphaël Enthoven, illustrations de Chen Jiang Hong. Éditions de l'Observatoire. 2024